# Aratinga červenolící
Aratinga červenolící (Psittacara erythrogenys) je středně velký papoušek z Jižní Ameriky, který dorůstá velikosti kolem 330 mm. Celkové zbarvení je zelené, čelo, temeno a tváře má červené, stejně jako okraje křídel. Duhovku má žlutou a nohy šedé. Obývá severozápadní Ekvádor a severozápadní Peru. Andy v Ekvádoru vymezují jeho nejvýchodnější hranici. Populace se může dělit na dvě odlišné subpopulace z důvodu velmi malého výskytu ve středu jeho rozšíření.

## Ekologie
Nejčastěji se zdržuje na suchých místech horských oblastí ve výšce do 1 500 m n. m., i když může obývat i řadu dalších habitatů. Nejraději vyhledávají místa s bambusovými porosty. Na jednom bambusovém stvolu často sedá i několik desítek ptáků. V mimohnízdním období se potulují v hejnech o několika stech jedincích, jejichž křik je daleko slyšitelný. Hnízdo si páry zakládají ve stromových dutinách, puklinách nebo štěrbinách kolem skalních stěn. Samice snáší 4 – 6 vajec, na kterých sedí kolem 25 dnů.
Z důvodu odchytu tento druh utrpěl vážné lokální poklesy populace, ale v některých oblastech zůstává běžný. Většina populace se nachází v Ekvádoru. Navzdory hrozbě odchytu je hlavní příčinou posledních úbytků úbytek a fragmentace habitatu. Celkově se řadí dle IUCN do kategorie druhů téměř ohrožených vyhubením a populace je odhadována na 10 000 jedinců s mírně ubývající tendencí. V České republice jej chová například Zoo Tábor.